# Utopični socializem
Utopični socializem je skupna oznaka za idealistični družbeni nazor filozofov, družbenih kritikov in reformatorjev, ki jim je skupno predpostavljanje imaginarne družbene stvarnosti (utopije) kot idealne rešitve na družbene in ekonomske probleme, ki so bili posledica modernizacijskih procesov v družbi in odpravljanja zastarelih družbenih struktur. 
Utopični socializem od širšega pojma političnih utopij omejuje zavzemanje za socialistične ideje o skupni lastnini, kar bi onemogočilo izkoriščanje med družbenimi sloji in ustvarilo pogoje za pravično in humano družbo. 
Pojem »utopičnega socializma« prvič omenjata Karl Marx in Friedrich Engels v »Komunističnem manifestu«, da bi izpostavila razliko med svojo, »znanstveno« obliko socializma in predhodnimi »utopičnimi« oblikami; sta pa avtorja že predhodno (npr. v osnutkih Komunističnega manifesta Načela komunizma in Bedi filozofije) vzpostavila razliko med socialisti in svojo različico socializma, za katero sta uporabljala izraz komunizem. 

## Marksistična definicija
Marksistična obravnava utopičnega socializma se ne zadovolji z zaključkom, da so bili  predhodniki marksizma utopični socialisti, ampak zahteva tudi odgovor na vprašanje, zakaj so bili utopični. Marksizem na to vprašanje odgovori iz dveh vidikov. Pri prvem vidiku uporablja pristop historičnega materializma; utopični socializem tako obravnava v zgodovinskem obdobju, v katerem je nastal. Drugi vidik je osredotočen na neposredno kritiko utopičnega socializma; izpostavlja, zakaj ta, navkljub svoji kritičnosti do kapitalizma, slednjemu ne predstavlja resne grožnje.

### Utopični socializem – zgodovinski pregled
Predpogoj za razvoj kritike kapitalizma je razvoj kapitalizma samega. Ko je bil kapitalizem še v svojih začetnih obdobjih, njegova razredna nasprotja še niso bila dokončno razvita in očitna, zato jih je bilo bistveno težje kritizirati. Kritiko kapitalizma so oteževali še ostanki preteklega družbenega reda (tj. fevdalizma), ki v najbolj zgodnjem obdobju kapitalizma še niso povsem izginili. Dokler same značilnosti kapitalistične produkcije še niso dosegle absolutne družbene prevlade, jih je bilo težje ustrezno (znanstveno) kritizirati. To toliko bolj drži za obdobje, ko je kapitalizem pričel delati svoje prve korake ne le v Evropi, ampak celotni svetovni zgodovini.
Utopični socializem, ki v svojem bistvu pozabi na konfliktni značaj družbenih razredov, apelira na razumno in pravično družbo. Marx in Engels poudarjata, da utopični socializem oboje pojmuje z buržoazne perspektive. Istočasno pa so prvotne kritike kapitalizma oziroma utopični socializem imele zelo omejene možnosti razvoja. Po Engelsu so prvotne kritike kapitalizma bile lahko le utopični socializem:
»Nezrelemu stanju kapitalistične proizvodnje, nezrelim razrednim odnosom so ustrezale nezrele teorije. (…) Šlo je za to, da se iznajde nov, popolnejši sistem družbenega reda (…). Ti novi socialni sistemi so bili že od vsega začetka obsojeni na to, da ostanejo utopija; čim bolj so jih njihovi zagovorniki izdelavali [sic!] v podrobnostih, tem bolj so se morali izgubljati v čistem fantaziranju«. 

#### Utopični socialisti
Kot tri primere, kako je bil zgodovinski razvoj kritike kapitalizma pogojen z razvojem samega kapitalizma, sta Marx in Engels navedla Henrija de Saint-Simona, Charlesa Fouriera in Roberta Owena.
Saint-Simon je živel v obdobju francoske revolucije, ki je bila buržoazna revolucija; tretji stan, ki je zaobsegal tako buržoazijo in drobno buržoazijo kot proletarce in kmete, se je bojeval proti prvemu (aristokraciji) in drugemu stanu (duhovščini). Saint-Simonova družbena kritika je že razlikovala med »produktivnim« in »neproduktivnim« razredom; med razredom, ki producira družbeno bogastvo in razredom, ki ne dela, a si družbeno bogastvo prisvaja in živi v luksuzu. Saint-Simonova kritika je tako že vsebovala zametke razlikovanja med producenti in izkoriščevalci.
Ker pa je Saint-Simon deloval v obdobju francoske buržoazne revolucije, ko je bil kapitalizem v Franciji šele v zametkih, je razred izkoriščevalcev omejil na aristokracijo in duhovščino, pod »produktivni« razred pa je štel tudi buržoazijo. 
Te napake Fourier ni ponovil. V njegovem življenjskem obdobju se je kapitalizem že dovolj razvil, da so razredni antagonizmi kapitalizma (tj. konflikt med buržoazijo in proletariatom) postali očitni. Opazne so postale tudi kapitalistične krize, razviden pa je postal tudi njihov paradoks, da nastanejo iz preobilja (tj. hiperprodukcije). Alternativo kapitalizmu je Fourier videl v delavskih samozadostnih komunah (»falangah«). Nadalje je Fourier videl povezavo med razrednim bojem in ostalimi oblikami družbene diskriminacije; njegove zahteve so na primer vključevale tudi spolno enakost.
Robert Owen je bil dopolnitev in nadgradnja Foureira. Owen je bil angleški kapitalist, ki je del profita namenil socialni varnosti delavcev; ti so poleg krajšega delovnega dneva (10,5-urnega: takratni standard je bil 12 ur) imeli na voljo tudi vrtce. Nasploh so tovarne Owena delovale kot delovne komune; tamkajšnji delavci so (glede na preostale delavce) imeli relativno ugoden položaj . 
Owenov model pa je deloval le, dokler je takšne eksperimente omejil na lastne obrate; dokler se je držal te omejitve, sta mu bili naklonjeni tako buržoazija kot tudi aristokracija. Ko pa je zahteval, da naj se takšen sistem komun razširi na preostalo produkcijo in zgledu sledijo tudi drugi kapitalisti, so mu ti množično nasprotovali (ta rezultat je Owen tudi predvidel). Engels je za Owenove poskuse delavskih komun zaključil, da so ti sicer pokazali, da buržoazija ni potrebna za vodenje družbene produkcije, so pa hkrati največ, kar se da doseči znotraj kapitalizma. Razlog je Engels videl v tem, da so Owenovi eksperimenti zanemarili konfliktni odnos med buržoazijo in proletariatom, iz tega razloga pa je tudi pripravljenost kapitalistov na takšno sodelovanje (Owen je bil takšen primer) izjema, ne pravilo.

### Marksistična kritika utopičnih socialistov
Marx in Engels sta zgodovinski kontekst utopičnih socialistov smatrala za ključen kriterij, potreben za nastanek in vsebino utopičnega socializma, hkrati pa sta ga v svoji kritiki priznala za olajševalno okoliščino.
Temeljna kritika, ki jo marksizem namenja utopičnemu socializmu, je pomanjkljivo ali povsem odsotno razumevanje razrednih odnosov kapitalizma. Marksizem utopičnemu socializmu očita, da si prizadeva graditi bodočo družbo, ne da bi sploh razumel temeljne mehanizme obstoječega družbenega reda (kapitalizma). To ima dve večji posledici: prezgodnjo opustitev razrednih pozicij (in  retorike) ter nezmožnost izpeljati prihodnjo brezrazredno (komunistično) družbo iz konfliktov sedanje družbe.

#### Opustitev razrednih pozicij
Utopični socializem se od razsvetljenstva, ki je bilo odziv in kritika na probleme fevdalizma, razlikuje po tem, da je kritičen tudi do kapitalizma; kritičnost razsvetljenstva do vnaprej postavljenih avtoritet (vključno z religijo) razširi tudi na kapitalizem. Kljub temu pa je Engels v utopičnem socializmu videl isto temeljno pomanjkljivost, kot jo je videl v razsvetljenstvu, da se v upanju na boljšo družbo sklicuje na pravičnost in razum. Utopični socializem mora sicer priznati tako razredne strukture kapitalizma kot konfliktne odnose med njimi, kljub temu pa rešitev zanje gradi na nivoju celotnega človeštva. V svojih ciljih zapostavlja razredni konflikt, še preden ga uspe odpraviti v materialnem svetu, kritičnost do kapitalizma pa te pomanjkljvosti ne odpravi:
»Vsem trem [Saint-Simonu, Fourieru in Owenu] je skupno, da ne nastopajo kot predstavniki interesov proletariata, ki je medtem zgodovinsko nastal. Kakor razsvetljenci tudi oni nočejo najprej osvoboditi določenega razreda, temveč hkrati vse človeštvo. Kakor oni hočejo ustanoviti carstvo razuma in večne pravičnosti; toda njihovo carstvo se kakor noč od dneva razlikuje od carstva razsvetljencev. Tudi buržoazni svet, ki je urejen po načelih teh razsvetljencev, je proti razumu in krivičen, zato sodi prav tako med staro šaro kakor fevdalizem in vsi poprejšnji družbeni redi. Če resnični razum in pravičnost doslej še nista vladala na svetu, je vzrok le to, da ju doslej nismo prav spoznali.« 
Kot alternativo razrednim pozicijam utopični socialisti gradijo na postavki, da bodo njihovi ukrepi koristili vsemu človeštvu, torej tako izkoriščevalcem kot izkoriščanim. Rešitev razrednega boja med kapitalisti in delavci (pri čemer simpatizirajo s slednjimi) ne vidijo v delavskem prevzemu oblasti in odpravi kapitalistične privatne lastnine, ampak v sodelovanju med obema razredoma. Pri tem se utopični socialisti zanašajo, da bo njihova vizija bodoče družbe, utemeljena na razumu, prepričala tudi vladajoči razred. Konflikt med delavskim in kapitalističnim razredom bo tako (po prepričanju utopičnih socialistov) razrešen, ko bo slednji uvidel, da je komunizem tudi v njegovem interesu. Engels kritičnost do takšnega stališča leta 1892 ponovi v predgovoru k "Položaju delavskega razreda v Angliji":
»Tako se posebno poudarja – zlasti na koncu knjige – trditev, da komunizem ni samo strankarska doktrina delavskega razreda, ampak teorija, katere končni namen je osvoboditi vso družbo, tudi kapitaliste, današnjih utesnjujočih razmer. V abstraktnem pomenu je to točno, v praksi pa večinoma huje kot nekoristno. Dokler posedujoči razredi ne samo da ne čutijo nobene potrebe po osvoboditvi, ampak se tudi samo-osvoboditvi delavskega razreda z vsemi močmi upirajo, toliko časa bo delavski razred pač prisiljen, da družbeni prevrat sam začne in izpelje. (…) Tudi danes je dosti ljudi, ki iz nepristranskosti svojega višjega stališča pridigajo delavcem o nekem socializmu, ki naj bi bil vzvišen nad vsemi razrednimi nasprotji in razrednimi boji. A to so ali novinci, ki se morajo še dosti dosti učiti, ali pa najhujši sovražniki delavstva, volkovi v ovčjih kožuhih.«

#### Komunizem kot naslednik kapitalizma
Marx in Engels utopičnim socialistom nadalje očitata, da družbe, ki bo nasledila kapitalizem, ne gradijo na osnovi sistemske kritike kapitalizma, posledično pa ne vzpostavijo dosledne povezave med sedanjostjo (kapitalizmom) in bodočo utopijo. Utopičnim socialistom tako očitata, da njihove ideje socializma ne izhajajo iz analize kapitalizma, da jim ne uspe pokazati, kako je komunizem možno materialno razviti iz protislovij kapitalizma ter kako sam razvoj kapitalizma sili v kolektivizacijo produkcijskih sredstev. Marxov in Engelsov očitek utopičnim socialistom je torej, da ta ne uspe izpeljati komunizma kot družbe, ki se razvije iz kapitalizma.

##### Protislovja kapitalizma[9]
Marksizem pod protislovji kapitalizma pojmuje nasprotja med kapitalistično produkcijo kot tako ter med kapitalističnimi produkcijskimi odnosi. Najbolj osnovno protislovje kapitalističnega načina produkcije je protislovje med družbenim značajem kapitalistične produkcije in privatnim prisvajanjem njenih produktov. Kapitalistični način produkcije je po svoji definiciji nujno kolektivnega značaja; ključen pogoj za cirkulacijo kapitala (zaradi katerega ta sploh postane kapital) je najem mezdne delovne sile, ki jo dobi, tako kot vsako drugo blago, na trgu. S tem kapital ni omejen na kapitalista, ampak na širše produkcijske (družbene) odnose; zato je kapitalistična produkcija kolektivna. Kapitalist si ne prilašča produktov, ker bi jih sam proizvedel, ampak ker je lastnik produkcijskih sredstev, s katerimi opravlja kolektiv mezdnih delavcev; to je temelj privatnega prisvajanja produktov kolektivne kapitalistične produkcije. To protislovje se izrazi v štirih nadaljnjih nasprotjih kapitalistične produkcije. 
Prvo nasprotje je ločenost producenta od produkcijskih sredstev. To vodi v delitev družbe na dva velika razreda: lastnike produkcijskih sredstev (buržoazijo) in razred mezdnih delavcev (proletariat), mezdno delo pa je temelj za produkcijo presežne vrednosti. 
Drugo nasprotje je razlika med organizacijo produkcije znotraj individualnih kapitalističnih obratov ter anarhiji na nivoju družbene produkcije. Na nivoju posameznega kapitala se uvajajo načela znanstvenega menedžmenta, ki si prizadevajo racionalizirati stroške; na nivoju družbene ekonomije pa prevladuje konkurenca med kapitali (navkljub temu, da sam znanstveni menedžment priznava, da takšna praksa ni učinkovita). Monopoli zaradi svoje dolgoročne nestabilnosti (še posebej in predvsem v kriznem obdobju) problema ne rešijo,, hkrati pa monopol, ki bi zajemal vso ekonomijo, pa je pod kapitalistično privatno lastnino nemogoč.
Tretje protislovje so krize, ki izhajajo iz preobilja. Krize v kapitalizmu se razlikujejo od kriz v predhodnih ekonomskih sistemih po tem, da so periodične in ne izhajajo iz pomanjkanja, temveč iz preobilja; izhajajo iz hiperprodukcije v smislu, da kapital producira več, kot lahko trg absorbira. Sorodno protislovje je industrijska rezervna armada oziroma brezposelnost, ki tudi v visoki gospodarski rasti ni odpravljena, ampak je v kapitalizmu stalni pojav.
Četrto protislovje izpostavlja kolektivni značaj kapitalistične produkcije v dveh možnih oblikah: delniških družbah ali državni lastnini. V primeru delniške družbe lastnik produkcijskih sredstev ni več en sam kapitalist, temveč skupnost kapitalistov (delničarjev). Marx in Engels delniško družbo tudi navajata kot obliko kapitala, kjer je vloga buržoazije najbolj razvidna; da si lasti del družbenega produkta v obliki dividend kot lastninskega naslova (nad produkcijskimi sredstvi). Državna lastnina nadalje po Marxu in Engelsu nakazuje, da kapitalistični razred ni potreben za vodenje družbene produkcije; državno lastnino vodijo državni uslužbenci (ki pa niso lastniki upravljanih produkcijskih sredstev). Marx in Engels na osnovi tega buržoazijo označita za »odvečen družbeni razred«. 

## Zgodovinski pregled social(istič)nih utopij

### Začetki in Thomas More
Splošen konsenz zgodovinarjev utopičnega socializma je, da velja za prvega v liniji utopičnih socialistov Thomas More (1478 - 1535), ki je napisal delo z naslovom »Knjiga o najboljši ureditvi države in o novem otoku Utopija«. Izraz utopija je sestavljen iz dveh grških besed; iz u, ki pomeni v grščini ne in topos , ki pomeni kraj, skupaj Utopos ali neobstoječi kraj. Utopija pomeni kritičen odnos do obstoječe stvarnosti. Predstavila naj bi projekcijo najboljšega stanja, idealne družbe h kateri bi se morali usmeriti in s katero bi morali obstoječo zamenjati. Njegovemu delu so sledila mnoga dela njegovih sodobnikov in kasnejših filozofov, piscev političnih utopij. Kljub neformalnemu »prvenstvu« Thomasa Mora ideje utopizma niso nove in so se v zgodovini filozofije pojavljale od Platona (427 pr. n. št. - 347 pr. n. št.) naprej, vendar je šele bogatenje meščanstva in uničenje srednjeveških solidarnostnih struktur spodbudilo kritiko tedanjih modernizacijskih procesov, ki so večali razlike v družbeni razslojenosti, krepili državni aparat (absolutizem) in slabšali kvaliteto življenja.

### 17. stoletje
- Francis Bacon (1561 – 1626), »Nova Atlantida«
- Tommaso Campanella (1568 - 1639), »Sončno mesto« (La città del sole, 1623)

### 18. stoletje
- Gabriel Bonnot de Mably (1709 - 1785), opat,
- Morelly (1717 - ?) (domnevno psevdonim za pisatelja Denisa Diderota), »Naravni zakonik« (Code de la nature, 1755)
- Grachhus Babeauf (1760 - 1797), zarota enakih,

### 19. stoletje
- Étienne Cabet (1788 - 1856),»Potovanje v Ikarijo« (Voyage en Icarie)
- Louis Blanc (1811 - 1882),
- Pierre Joseph Proudhon (1809 - 1865),
- Saint-Simon (1760 - 1825), delo Novo krščanstvo (leta 1825),
- Charles Fourier (1772 - 1837),
- Robert Owen (1771 - 1858),
- Edward Bellamy (1850—1898), »Obračanje nazaj« (Looking Backward)

### 20. stoletje
- Ernest Callenbach (1929 - 2012), »Ekotopija« (Ecotopia)